# Kammerschauspieler
Die Bezeichnung Kammerschauspieler (Abkürzung Ksch. oder KS) ist ein Berufstitel, der vom österreichischen Bundespräsidenten an hervorragende Schauspieler verliehen wird, ist aber „nach genauester juristischer Prüfung“ auch ein Ehrentitel, mit dem  verdiente Ensemblemitglieder deutscher Bühnen  durch Landesminister, staatlich-gesellschaftliche oder städtische Institutionen oder durch das Theater selbst  ausgezeichnet werden können.
Vergleichbare Bezeichnungen sind Kammersänger, Kammertänzer, Kammermusiker, Kammervirtuose und Staatsschauspieler.

## Geschichte
Zur fürstlichen Kammer zählte ursprünglich jedes Personal, das aus der Privatschatulle des Herrschers besoldet wurde und/oder in seinem unmittelbaren Dienst stand, vom Kämmerer über den Kammerdiener bis hin zu Kammerjungfer und Kammermohr. Im Laufe der Zeit entwickelte sich die Bezeichnung Kammer auch zum Synonym für „weltlich“, „säkulär“, „nicht-kirchlich“; dies kam etwa in den Dichotomien zwischen weltlicher Musik und Kirchenmusik oder (fürstlichem) Kammertheater und geistlichem Theater (Heiligenspiel) zum Ausdruck.
Die große Bedeutung der fürstlichen Höfe für private Aufführungen in kleinem Kreis, besonders im 17. Jahrhundert im Unterschied zu öffentlichen Veranstaltungen in Kirchen und Theatern, klang im 19. Jahrhundert nach in den von den Fürsten ihren Künstlern verliehenen Titeln wie Kammersänger und -sängerin, Kammervirtuos, Kammermusikus u. a. Die Donaumonarchie stellte den so geehrten Musikanten die Wiener „Hofschauspielerin“ und den „Hofschauspieler“ des k.k. Hofburgtheaters an die Seite. Während das Verschwinden des Kaiserhofes jedoch vom „Hofrat“ problemlos überlebt wurde, schlug der Direktor des Wiener Burgtheaters Franz Herterich als Ersatz für den „Hofschauspieler“ den „Kammerschauspieler“ vor. Bundespräsident Michael Hainisch folgte dieser Anregung und schuf 1926 die neuen österreichischen „Kammer“-Titel für Künstler auf dem Gebiet der Musik und der darstellenden Kunst. In der Folge wurde der Kammerschauspielertitel lange an Mitglieder des Burgtheaters vergeben, doch wurde er 1971 auch formell in das österreichische System der „berufsspezifischen Ehrentitel“ eingegliedert. Folglich war der Titel nun nicht mehr auf Mitglieder des Burgtheaters beschränkt, sondern wurde auch an Mitglieder der anderen österreichischen Bundestheater und schließlich auch an Künstler anderer österreichischer Bühnen vergeben. Vilma Degischer war die erste Schauspielerin, die mit dem Titel ausgezeichnet wurde, aber nicht am Burgtheater engagiert war.

## Bekannte Träger des österreichischen Berufstitels
- 1926: Maria Mayen
- 1926: Raoul Aslan
- 1926: Willi Thaller
- 1950: Attila Hörbiger
- 1955: Josef Meinrad
- 1960: Boy Gobert
- 1961: Hans Moser
- 1962: Ernst Deutsch
- 1963: Annemarie Düringer
- 1967: Johanna („Hannerl“) Matz
- 1968: Michael Janisch
- 1969: Paul Hörbiger
- 1970: Sonja Sutter
- 1974: Heinz Reincke
- 1980: Vilma Degischer
- 1983: Angelika Hauff
- 1985: Fritz Muliar
- 1986: Karlheinz Hackl
- 1986: Michael Heltau
- 1986: Gertraud Jesserer
- 1986: Erika Pluhar
- 1986: Sylvia Lukan
- 1988: Kurt Heintel
- 1989: Fritz Hakl
- 1989: Heinz Petters
- 1990: Peter Weck
- 1992: Helmuth Lohner
- 1997: Robert Meyer
- 1998: Gert Voss
- 1998: Bibiana Zeller
- 2000: Wolfgang Hübsch
- 2000: Erni Mangold
- 2003: Ossy Kolmann
- 2004: Gerti Pall
- 2004: Christiane Hörbiger
- 2005: Kirsten Dene
- 2005: Maresa Hörbiger
- 2005: Martin Schwab
- 2006: Peter Matić
- 2007: Ernst Prassel
- 2008: Ignaz Kirchner
- 2009: Detlev Eckstein
- 2010: Wolfgang Hübsch
- 2010: Andrea Eckert[7]
- 2010: Florian Liewehr
- 2011: Silvia Glogner
- 2011: Herbert Föttinger[8]
- 2011: Heribert Sasse
- 2012: Gerhard Balluch
- 2013: Walter Langer
- 2013: Sona MacDonald
- 2014: Maria Bill
- 2015: Regina Fritsch[9]
- 2015: Joseph Lorenz[10]
- 2016: Peter Simonischek[11]
- 2016: Johann Adam Oest[12]
- 2016: Maria Happel[13]
- 2017: Sandra Cervik[14]
- 2017: Michael Maertens[15]
- 2017: Nicholas Ofczarek[15]
- 2017: Felix Dvorak[16]
- 2017: Erwin Steinhauer[17]
- 2017: Johannes Krisch[18]
- 2019: Lotte Ledl[19]
- 2019: Toni Slama[20]
- 2022: Elisabeth Augustin[21]
- 2022: Barbara Petritsch[21]
- 2022: Hans Dieter Knebel[22]
- 2022: Mechthild Scrobanita
- 2023: Michael Dangl[23]
- 2023: Maria Köstlinger[23]
- 2024: Britta Bayer[24]
- 2024: Wolfgang Böck[25]
- 2025: Bernhard Schir[26]
- 2025: Ulli Maier[26]
- ohne Jahresangabe: Otto Schenk[27][28]